# Перелік індексів свободи
У даній статті міститься перелік індексів свободи, розроблених кількома неурядовими організаціями, що публікують і оцінюють стан свободи в світі у відповідності зі своїми різноманітними визначеннями цього терміна, і оцінює країни, як вільні, частково вільні чи невільні, використовуючи різні показники свободи, включаючи громадянські свободи, політичні права й економічні права.

## Відомі індекси

### Індекси та їх походження:

#### Канада
- «Economic Freedom of the World/Економічна свобода у світі» – це щорічне дослідження, яке публікує канадський аналітичний центр Інститут Фрейзера. Це дослідження має на меті виміряти ступінь економічної свободи в країнах світу. Воно використовувалося в рецензованих дослідженнях, деякі з яких виявили низку позитивних наслідків більшої економічної свободи.

#### Канада, США, Німеччина
Індекс свободи людини (англ. Human Freedom Index) — характеризує стан свободи людини у світі на основі загальних критеріїв, які охоплюють особисті, громадянські й економічні свободи. Індекс представляє загальні критерії свободи людини, що розглядаються як відсутність примусових обмежень. Він використовує 76 окремих показників особистої та економічної свободи. Індекс охоплює наступні напрямки: верховенство права, захист і безпека, пересування, релігія, зібрання, асоціації та громадянське суспільство, вираження думок, відносини, кількісний розмір уряду, правова система та права власності, доступ до фінансів, свобода міжнародної торгівлі та регулювання кредитів, праці та бізнесу. Індекс свободи людини був створений в 2015 році, що охоплює 152 країни у 2008, 2010, 2011 і 2012 роках. У січні 2016 інформація 2013 року була доповнена вже про 157 країн. Доповідь публікується спільно з Інститутом Катона, Інститутом Фрейзера, і Інститутом ліберального спрямування фонду Фрідріха Науманна за свободу.

#### Франція
- Індекс свободи преси публікується щороку, починаючи з 2002 року (за винятком 2011 року, який був об'єднаний з 2012 роком), французькою організацією «Репортери без кордонів» . Країни оцінюються як такі, що мають добру ситуацію, задовільну ситуацію, помітні проблеми, складну ситуацію або дуже серйозну ситуацію [2]

### Іспанія
- Всесвітній індекс моральної свободи (The World Index of Moral Freedom) був вперше опублікований 2 квітня 2016 року Фондом сприяння свободі (Fundación para el Avance de la Libertad), що базується в Мадриді, Іспанія, Цей індекс ранжує 160 країн за п'ятьма категоріями показників: релігійна свобода, біоетичн а свобода, свобода від наркотиків, свобода сексуального життя та сімейна та гендерна свобода. Індекс має на меті встановити ступінь індивідуальної свободи або державного контролю над рішеннями, що стосуються великих моральних дебатів нашого часу[3]

### Швеція
- MaxRange, розроблений Максом Ранге та підтримуваний Мікаелем Сандбергом і Максом Ранге, політологами з Університету Гальмстада, Швеція, є набором даних, що визначає рівень демократії та інституційну структуру (тип режиму) країни за 1000-бальною шкалою. Значення сортуються за рівнем демократії та політичної відповідальності. MaxRange визначає значення, що відповідає всім державам щомісяця з 1789 року до теперішнього часу[4].
- Індекси демократії V-Dem, розроблені Інститутом V-Dem при кафедрі політичних наук Університету Гетеборга в Швеції, є підходом до концептуалізації та вимірювання демократії. Вони надають багатовимірний та дезагрегований набір даних, що відображає складність концепції демократії як системи правління, яка виходить за межі простої наявності виборів. Проект V-Dem розрізняє п'ять високих принципів демократії: виборчий, ліберальний, партисипативний, деліберативний та егалітарний, і збирає дані для вимірювання цих принципів. З шістьма головними дослідниками (PI), сімнадцятьма менеджерами проектів (PM) з особливою відповідальністю за проблемні області, понад тридцятьма регіональними менеджерами (RM), 170 координаторами країн (CC), асистентами-дослідниками та 3000 експертами країн (CE), проект V-Dem є одним з найбільших проектів збору даних у галузі соціальних наук, орієнтованих на дослідження[5].
- Міжнародний звіт МІжнародного інституту демократії та сприяння виборам IDEAs «Глобальний стан демократії» надає інформацію про демократичні показники 168–170 країн. «Індекси GSoD базуються на 116 окремих показниках, розроблених різними вченими та організаціями з використанням різних типів джерел: опитування експертів, стандартизоване кодування дослідницькими групами та аналітиками, дані спостережень та комплексні показники. Проект «Різноманіття демократій» є найбільшим постачальником показників для індексів глобального стану демократій[6].

### Німеччина
- І́ндекс сприйняття́ кору́пції (Corruption Perceptions Index, CPI) — це індекс, який оцінює та ранжує країни за їхнім рівнем корупції в державному секторі, як він сприймається експертами та керівниками бізнесу. ІСК зазвичай визначає корупцію як «зловживання довіреною владою заради особистої вигоди»[7]. Цей індекс публікує неурядова організація Трансперенсі Інтернешнл щорічно з 1995 року[8].

### Велика Британія
- Індекс демократії Economist, опублікований британською компанією Economist Intelligence Unit, є оцінкою демократії в країнах. Країни оцінюються як повністю демократичні, недосконалі демократії, гібридні режими або авторитарні режими. Індекс базується на 60 показниках, згрупованих у п'ять різних категорій, що вимірюють плюралізм, громадянські свободи та політичну культуру[9].

### Сполучені Штати Америки
- Проект CIRI Human Rights Data Project вимірює спектр прав людини, громадянських прав, прав жінок та прав працівників[10].Він був створений у 1994 році і зараз розміщений в Університеті Коннектикуту[11]. У своєму звіті за 2011 рік США посіли 38-е місце за загальним рівнем дотримання прав людини[12].
- Рейтинг Freedom in the World «Свобода у світі», що публікується щороку з 1972 року американською організацією Freedom House, ранжує країни за політичними правами та громадянськими свободами, які значною мірою походять з Загальної декларації прав людини. Країни оцінюються як вільні, частково вільні або невільні[13].
- Індекс свободи преси від  Freedom House — це щорічне опитування щодо незалежності ЗМІ , яке публікувалося між 1980 і 2017 роками.  У ньому оцінювався ступінь свободи друку, мовлення та інтернету в усьому світі,  класифікуючи національні держави як «вільні», «частково вільні» та «невільні» в результаті.
- Індекс економічної свободи — це щорічний звіт, який публікується The Wall Street Journal та американською організацією Heritage Foundation. Країни оцінюються як вільні, переважно вільні, помірно вільні, переважно невільні та репресовані[14].
- Серія даних Polity, що базується в США, є широко використовуваною серією даних у політичних наукових дослідженнях. Вона містить кодовану щорічну інформацію про характеристики влади режиму та переходи для всіх незалежних держав із загальною чисельністю населення понад 500 000 осіб і охоплює роки 1800–2018. Висновки Polity про рівень демократії держави базуються на оцінці виборів у цій державі за конкурентоспроможністю, відкритістю та рівнем участі. Дані з цієї серії наразі не включені до таблиці нижче. Робота Polity фінансується Робочою групою з політичної нестабільності (PITF), яка фінансується Центральним розвідувальним управлінням США; однак думки, висловлені в звітах, є виключно думками авторів і не відображають позицію уряду США[15].
- Індекс верховенства права від Світового проєкта з правосуддя (англ. World Justice Project) існує з 2014 року. Розробники заявляють, що індекс слугує кількісним інструментом для вимірювання верховенство права на практиці[16].
- Індекс прав власності (The International Property Right Index, IPRI) – це єдиний у світі індекс, повністю присвячений вимірюванню прав інтелектуальної та фізичної власності, котрий відображає результати досліджень Property Rights Alliance в сферах правового та політичного середовища, права фізичної власності та права інтелектуальної власності[17].
- Матриця ризиків хабарництва TRACE (TRACE Bribery Risk Matrix) –  вимірює ризик хабарництва з боку бізнесу у 194 юрисдикціях, територіях, автономних і напівавтономних регіонах. Загальний бал ризику країни є комбінованим та зваженим балом чотирьох областей: взаємодія бізнесу з урядом;  стримування та правозастосування боротьби з хабарництвом ;  прозорість уряду та державної служби;  та  здатність громадянського суспільства до нагляду ,  включаючи роль ЗМІ. Оцінки областей походять з дев'яти піддоменів. Матриця TRACE була спочатку розроблена у 2014 році у співпраці з  RAND Corporation . Вона щорічно оновлюється TRACE[18].

## Україна
Індекс економічної безпеки (ІЕБ) розроблений Міжнародним інститутом свободи відображає стан національної системи економічної безпеки, який для України важко переоцінити в контексті сучасних зовнішніх та внутрішніх ризиків і загроз. Індекс оцінює стан національної економічної безпеки України та пропонує рекомендації для Уряду. Розрахунок Індексу за методологією Міжнародного інституту свободи застосовний до будь-якої країни з перехідною економікою.

## Щорічні оцінки
Тут наведена таблиця оцінок трьох індиксів, для більшості країн світу.

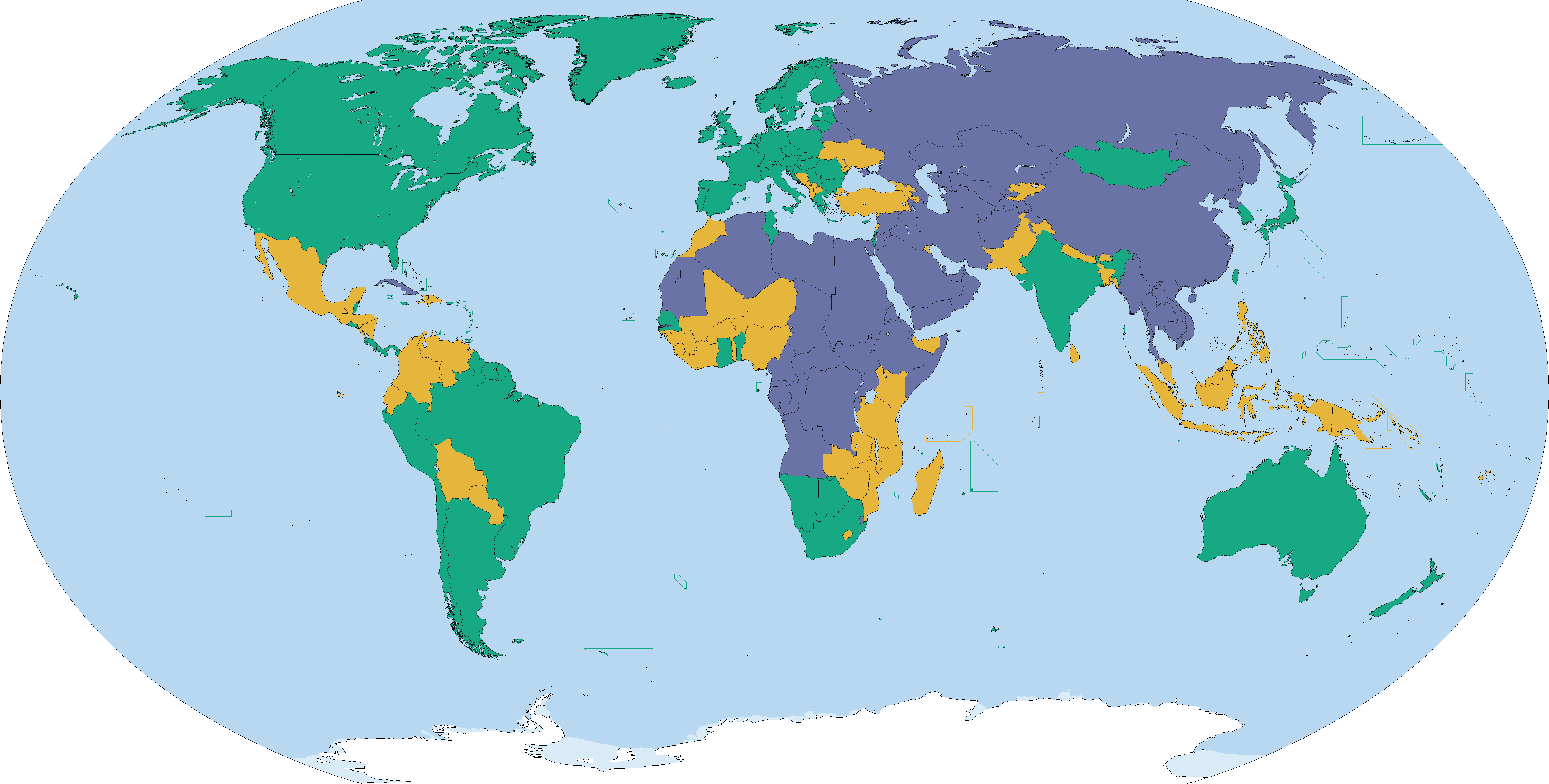
Рейтинг країн за даними обстеження Freedom in the World 2016 від Freedom House, щодо стану свободи у світі в 2015.
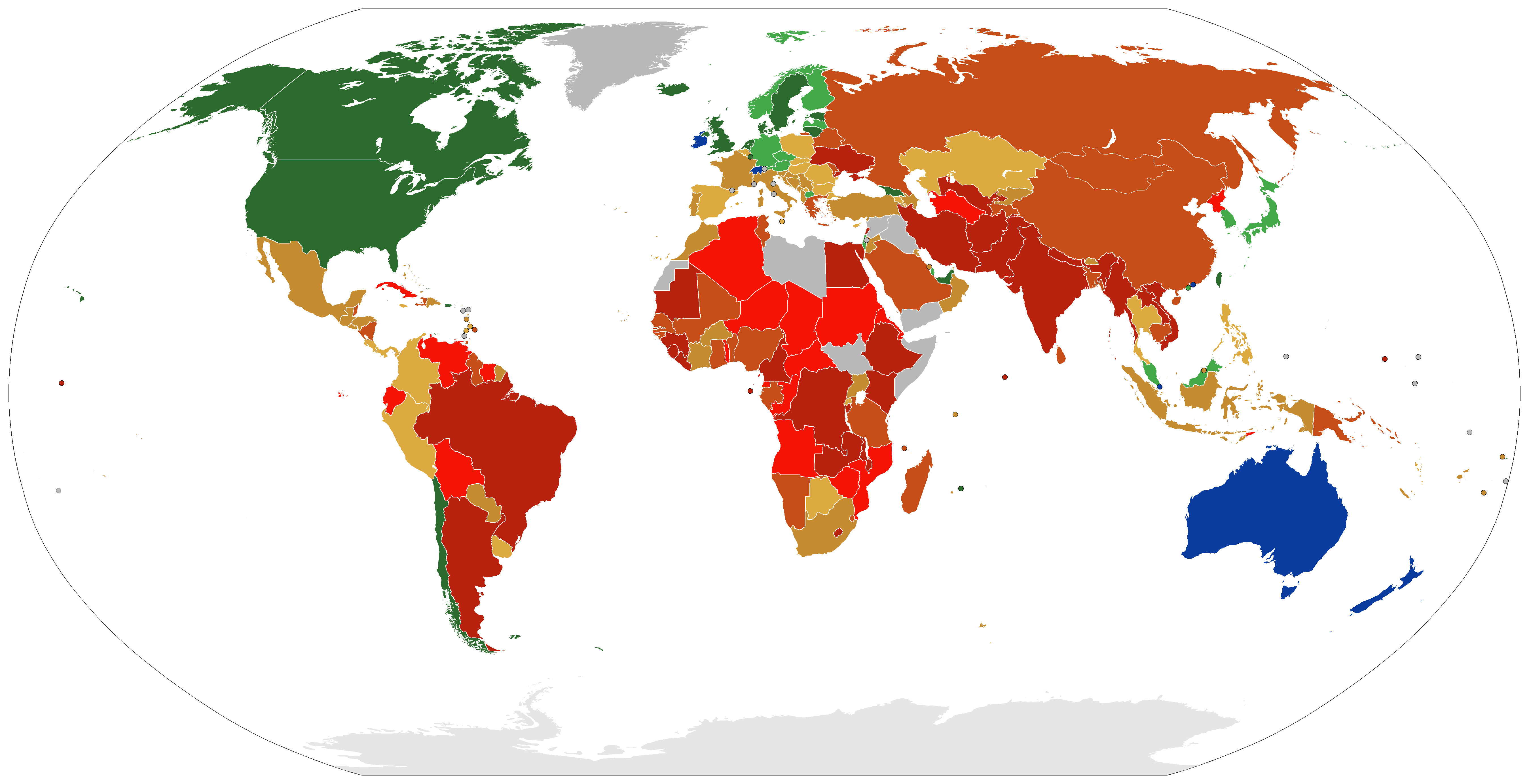
Індекс економічної свободи за 2018 рік.[20]Джерело: Heritage Foundation і Wall Street Journal
2016 Press Freedom Index.[21]

| Дуже серйозна ситуація Важка ситуація Релевантні проблеми | Задовільна ситуація Добра ситуація Не класифіковано/Без даних |

Джерело: Reporters Without Borders
| Index                     | Scale          | Scale          | Scale          | Scale          | Scale          | Scale          | Scale          | Scale          | Scale          | Scale          | Scale          | Scale          | Scale               | Scale               | Scale               | Scale               | Scale               | Scale               | Scale               | Scale               | Scale               | Scale               | Scale               | Scale               | Scale               | Scale               | Scale               | Scale               | Scale               | Scale               | Scale               | Scale               | Scale               | Scale               | Scale               | Scale               | Scale              | Scale              | Scale              | Scale              | Scale              | Scale              | Scale              | Scale              | Scale              | Scale              | Scale              | Scale              | Scale                  | Scale                  | Scale                  | Scale                  | Scale                  | Scale                  | Scale                  | Scale                  | Scale                  | Scale                  | Scale                  | Scale                  |
| ------------------------- | -------------- | -------------- | -------------- | -------------- | -------------- | -------------- | -------------- | -------------- | -------------- | -------------- | -------------- | -------------- | ------------------- | ------------------- | ------------------- | ------------------- | ------------------- | ------------------- | ------------------- | ------------------- | ------------------- | ------------------- | ------------------- | ------------------- | ------------------- | ------------------- | ------------------- | ------------------- | ------------------- | ------------------- | ------------------- | ------------------- | ------------------- | ------------------- | ------------------- | ------------------- | ------------------ | ------------------ | ------------------ | ------------------ | ------------------ | ------------------ | ------------------ | ------------------ | ------------------ | ------------------ | ------------------ | ------------------ | ---------------------- | ---------------------- | ---------------------- | ---------------------- | ---------------------- | ---------------------- | ---------------------- | ---------------------- | ---------------------- | ---------------------- | ---------------------- | ---------------------- |
| Freedom in the World      | вільна         | вільна         | вільна         | вільна         | вільна         | вільна         | вільна         | вільна         | вільна         | вільна         | вільна         | вільна         | вільна              | вільна              | вільна              | вільна              | вільна              | вільна              | вільна              | вільна              | частково вільна     | частково вільна     | частково вільна     | частково вільна     | частково вільна     | частково вільна     | частково вільна     | частково вільна     | частково вільна     | частково вільна     | частково вільна     | частково вільна     | частково вільна     | частково вільна     | частково вільна     | частково вільна     | частково вільна    | частково вільна    | частково вільна    | частково вільна    | невільна           | невільна           | невільна           | невільна           | невільна           | невільна           | невільна           | невільна           | невільна               | невільна               | невільна               | невільна               | невільна               | невільна               | невільна               | невільна               | невільна               | невільна               | невільна               | невільна               |
| Index of Economic Freedom | вільна         | вільна         | вільна         | вільна         | вільна         | вільна         | вільна         | вільна         | вільна         | вільна         | вільна         | вільна         | переважно вільна    | переважно вільна    | переважно вільна    | переважно вільна    | переважно вільна    | переважно вільна    | переважно вільна    | переважно вільна    | переважно вільна    | переважно вільна    | переважно вільна    | переважно вільна    | помірно вільна      | помірно вільна      | помірно вільна      | помірно вільна      | помірно вільна      | помірно вільна      | помірно вільна      | помірно вільна      | помірно вільна      | помірно вільна      | помірно вільна      | помірно вільна      | переважно невільна | переважно невільна | переважно невільна | переважно невільна | переважно невільна | переважно невільна | переважно невільна | переважно невільна | переважно невільна | переважно невільна | переважно невільна | переважно невільна | репресована            | репресована            | репресована            | репресована            | репресована            | репресована            | репресована            | репресована            | репресована            | репресована            | репресована            | репресована            |
| Press Freedom Index       | добра ситуація | добра ситуація | добра ситуація | добра ситуація | добра ситуація | добра ситуація | добра ситуація | добра ситуація | добра ситуація | добра ситуація | добра ситуація | добра ситуація | задовільна ситуація | задовільна ситуація | задовільна ситуація | задовільна ситуація | задовільна ситуація | задовільна ситуація | задовільна ситуація | задовільна ситуація | задовільна ситуація | задовільна ситуація | задовільна ситуація | задовільна ситуація | релевантні проблеми | релевантні проблеми | релевантні проблеми | релевантні проблеми | релевантні проблеми | релевантні проблеми | релевантні проблеми | релевантні проблеми | релевантні проблеми | релевантні проблеми | релевантні проблеми | релевантні проблеми | важка ситуація     | важка ситуація     | важка ситуація     | важка ситуація     | важка ситуація     | важка ситуація     | важка ситуація     | важка ситуація     | важка ситуація     | важка ситуація     | важка ситуація     | важка ситуація     | дуже серйозна ситуація | дуже серйозна ситуація | дуже серйозна ситуація | дуже серйозна ситуація | дуже серйозна ситуація | дуже серйозна ситуація | дуже серйозна ситуація | дуже серйозна ситуація | дуже серйозна ситуація | дуже серйозна ситуація | дуже серйозна ситуація | дуже серйозна ситуація |

### Список за країнами
| Country                          | Freedom in the World 2016 | 2016 Index of Economic Freedom | 2016 Press Freedom Index |
| -------------------------------- | ------------------------- | ------------------------------ | ------------------------ |
| Республіка Абхазія               | частково вільна           | немає даних                    | немає даних              |
| Афганістан                       | невільна                  | немає даних                    | важка ситуація           |
| Албанія                          | частково вільна           | помірно вільна                 | релевантні проблеми      |
| Алжир                            | невільна                  | переважно невільна             | важка ситуація           |
| Андорра                          | вільна                    | немає даних                    | задовільна ситуація      |
| Ангола                           | невільна                  | репресована                    | важка ситуація           |
| Ангілья                          | немає даних               | немає даних                    | задовільна ситуація      |
| Антигуа і Барбуда                | вільна                    | немає даних                    | задовільна ситуація      |
| Аргентина                        | вільна                    | репресована                    | релевантні проблеми      |
| Вірменія                         | частково вільна           | помірно вільна                 | релевантні проблеми      |
| Австралія                        | вільна                    | вільна                         | задовільна ситуація      |
| Австрія                          | вільна                    | переважно вільна               | добра ситуація           |
| Азербайджан                      | невільна                  | помірно вільна                 | дуже серйозна ситуація   |
| Багамські Острови                | вільна                    | переважно вільна               | задовільна ситуація      |
| Бахрейн                          | невільна                  | переважно вільна               | важка ситуація           |
| Бангладеш                        | частково вільна           | переважно невільна             | важка ситуація           |
| Барбадос                         | вільна                    | помірно вільна                 | задовільна ситуація      |
| Білорусь                         | невільна                  | репресована                    | важка ситуація           |
| Бельгія                          | вільна                    | помірно вільна                 | добра ситуація           |
| Беліз                            | вільна                    | переважно невільна             | задовільна ситуація      |
| Бенін                            | вільна                    | переважно невільна             | релевантні проблеми      |
| Бутан                            | частково вільна           | переважно невільна             | релевантні проблеми      |
| Болівія                          | частково вільна           | репресована                    | релевантні проблеми      |
| Боснія і Герцеговина             | частково вільна           | переважно невільна             | релевантні проблеми      |
| Ботсвана                         | вільна                    | переважно вільна               | задовільна ситуація      |
| Бразилія                         | вільна                    | переважно невільна             | релевантні проблеми      |
| Британські Віргінські Острови    | немає даних               | немає даних                    | задовільна ситуація      |
| Бруней                           | невільна                  | помірно вільна                 | важка ситуація           |
| Болгарія                         | вільна                    | помірно вільна                 | релевантні проблеми      |
| Буркіна-Фасо                     | частково вільна           | переважно невільна             | задовільна ситуація      |
| М'янма                           | невільна                  | репресована                    | важка ситуація           |
| Бурунді                          | невільна                  | переважно невільна             | важка ситуація           |
| Камбоджа                         | невільна                  | переважно невільна             | важка ситуація           |
| Камерун                          | невільна                  | переважно невільна             | важка ситуація           |
| Канада                           | вільна                    | переважно вільна               | задовільна ситуація      |
| Кабо-Верде                       | вільна                    | помірно вільна                 | задовільна ситуація      |
| Центральноафриканська Республіка | невільна                  | репресована                    | релевантні проблеми      |
| Чад                              | невільна                  | репресована                    | важка ситуація           |
| Чилі                             | вільна                    | переважно вільна               | задовільна ситуація      |
| КНР                              | невільна                  | переважно невільна             | дуже серйозна ситуація   |
| Колумбія                         | частково вільна           | переважно вільна               | важка ситуація           |
| Коморські Острови                | частково вільна           | переважно невільна             | задовільна ситуація      |
| Коста-Рика                       | вільна                    | помірно вільна                 | добра ситуація           |
| ДР Конго                         | невільна                  | репресована                    | важка ситуація           |
| Республіка Конго                 | невільна                  | репресована                    | важка ситуація           |
| Хорватія                         | вільна                    | переважно невільна             | релевантні проблеми      |
| Куба                             | невільна                  | репресована                    | дуже серйозна ситуація   |
| Кіпр                             | вільна                    | помірно вільна                 | задовільна ситуація      |
| Чехія                            | вільна                    | переважно вільна               | задовільна ситуація      |
| Данія                            | вільна                    | переважно вільна               | добра ситуація           |
| Джибуті                          | невільна                  | переважно невільна             | дуже серйозна ситуація   |
| Домініка                         | вільна                    | помірно вільна                 | задовільна ситуація      |
| Домініканська Республіка         | частково вільна           | помірно вільна                 | релевантні проблеми      |
| Східний Тимор                    | частково вільна           | репресована                    | релевантні проблеми      |
| Еквадор                          | частково вільна           | репресована                    | релевантні проблеми      |
| Єгипет                           | невільна                  | переважно невільна             | важка ситуація           |
| Сальвадор                        | вільна                    | помірно вільна                 | релевантні проблеми      |
| Екваторіальна Гвінея             | невільна                  | репресована                    | дуже серйозна ситуація   |
| Еритрея                          | невільна                  | репресована                    | дуже серйозна ситуація   |
| Естонія                          | вільна                    | переважно вільна               | добра ситуація           |
| Ефіопія                          | невільна                  | переважно невільна             | важка ситуація           |
| Фіджі                            | частково вільна           | переважно невільна             | релевантні проблеми      |
| Фінляндія                        | вільна                    | переважно вільна               | добра ситуація           |
| Франція                          | вільна                    | помірно вільна                 | задовільна ситуація      |
| Французька Гвіана                | вільна                    | помірно вільна                 | задовільна ситуація      |
| Габон                            | невільна                  | переважно невільна             | релевантні проблеми      |
| Гамбія                           | невільна                  | переважно невільна             | важка ситуація           |
| Сектор Гази                      | невільна                  | немає даних                    | важка ситуація           |
| Грузія                           | частково вільна           | переважно вільна               | релевантні проблеми      |
| Німеччина                        | вільна                    | переважно вільна               | добра ситуація           |
| Гана                             | вільна                    | помірно вільна                 | задовільна ситуація      |
| Греція                           | вільна                    | переважно невільна             | релевантні проблеми      |
| Гренада                          | вільна                    | немає даних                    | задовільна ситуація      |
| Гватемала                        | частково вільна           | помірно вільна                 | важка ситуація           |
| Гвінея                           | частково вільна           | переважно невільна             | релевантні проблеми      |
| Гвінея-Бісау                     | частково вільна           | переважно невільна             | релевантні проблеми      |
| Гаяна                            | вільна                    | переважно невільна             | релевантні проблеми      |
| Гаїті                            | частково вільна           | переважно невільна             | задовільна ситуація      |
| Гондурас                         | частково вільна           | переважно невільна             | важка ситуація           |
| Гонконг                          | частково вільна           | вільна                         | релевантні проблеми      |
| Угорщина                         | вільна                    | помірно вільна                 | релевантні проблеми      |
| Ісландія                         | вільна                    | переважно вільна               | задовільна ситуація      |
| Індія                            | вільна                    | переважно невільна             | важка ситуація           |
| Індонезія                        | частково вільна           | переважно невільна             | важка ситуація           |
| Іран                             | невільна                  | репресована                    | дуже серйозна ситуація   |
| Ірак                             | невільна                  | немає даних                    | важка ситуація           |
| Ірландія                         | вільна                    | переважно вільна               | добра ситуація           |
| Ізраїль                          | вільна                    | переважно вільна               | релевантні проблеми      |
| Італія                           | вільна                    | помірно вільна                 | релевантні проблеми      |
| Кот-д'Івуар                      | частково вільна           | помірно вільна                 | релевантні проблеми      |
| Ямайка                           | вільна                    | помірно вільна                 | добра ситуація           |
| Японія                           | вільна                    | переважно вільна               | релевантні проблеми      |
| Йорданія                         | невільна                  | помірно вільна                 | важка ситуація           |
| Казахстан                        | невільна                  | помірно вільна                 | важка ситуація           |
| Кенія                            | частково вільна           | переважно невільна             | релевантні проблеми      |
| Кірибаті                         | вільна                    | репресована                    | немає даних              |
| Північна Корея                   | невільна                  | репресована                    | дуже серйозна ситуація   |
| Південна Корея                   | вільна                    | переважно вільна               | релевантні проблеми      |
| Косово                           | частково вільна           | помірно вільна                 | релевантні проблеми      |
| Кувейт                           | частково вільна           | помірно вільна                 | релевантні проблеми      |
| Киргизстан                       | частково вільна           | переважно невільна             | релевантні проблеми      |
| Лаос                             | невільна                  | репресована                    | дуже серйозна ситуація   |
| Латвія                           | вільна                    | переважно вільна               | задовільна ситуація      |
| Ліван                            | частково вільна           | переважно невільна             | релевантні проблеми      |
| Лесото                           | частково вільна           | переважно невільна             | релевантні проблеми      |
| Ліберія                          | частково вільна           | переважно невільна             | релевантні проблеми      |
| Лівія                            | невільна                  | немає даних                    | дуже серйозна ситуація   |
| Ліхтенштейн                      | вільна                    | немає даних                    | задовільна ситуація      |
| Литва                            | вільна                    | переважно вільна               | задовільна ситуація      |
| Люксембург                       | вільна                    | переважно вільна               | добра ситуація           |
| Макао                            | немає даних               | переважно вільна               | немає даних              |
| Північна Македонія               | частково вільна           | помірно вільна                 | важка ситуація           |
| Мадагаскар                       | частково вільна           | помірно вільна                 | релевантні проблеми      |
| Малаві                           | частково вільна           | переважно невільна             | релевантні проблеми      |
| Малайзія                         | частково вільна           | переважно вільна               | важка ситуація           |
| Мальдіви                         | частково вільна           | переважно невільна             | релевантні проблеми      |
| Малі                             | частково вільна           | переважно невільна             | важка ситуація           |
| Мальта                           | вільна                    | помірно вільна                 | задовільна ситуація      |
| Маршаллові Острови               | вільна                    | немає даних                    | немає даних              |
| Мавританія                       | невільна                  | переважно невільна             | задовільна ситуація      |
| Маврикій                         | вільна                    | переважно вільна               | релевантні проблеми      |
| Мексика                          | частково вільна           | помірно вільна                 | важка ситуація           |
| Федеративні Штати Мікронезії     | вільна                    | переважно невільна             | немає даних              |
| Молдова                          | частково вільна           | переважно невільна             | релевантні проблеми      |
| Монако                           | вільна                    | немає даних                    | немає даних              |
| Монголія                         | вільна                    | переважно невільна             | релевантні проблеми      |
| Монтсеррат                       | немає даних               | немає даних                    | задовільна ситуація      |
| Чорногорія                       | частково вільна           | помірно вільна                 | релевантні проблеми      |
| Марокко                          | частково вільна           | помірно вільна                 | важка ситуація           |
| Мозамбік                         | частково вільна           | переважно невільна             | релевантні проблеми      |
| Нагірно-Карабаська Республіка    | частково вільна           | немає даних                    | немає даних              |
| Намібія                          | вільна                    | помірно вільна                 | задовільна ситуація      |
| Науру                            | вільна                    | немає даних                    | немає даних              |
| Непал                            | частково вільна           | переважно невільна             | релевантні проблеми      |
| Нідерланди                       | вільна                    | переважно вільна               | добра ситуація           |
| Нова Зеландія                    | вільна                    | вільна                         | добра ситуація           |
| Нікарагуа                        | частково вільна           | переважно невільна             | релевантні проблеми      |
| Нігер                            | частково вільна           | переважно невільна             | задовільна ситуація      |
| Нігерія                          | частково вільна           | переважно невільна             | важка ситуація           |
| Північний Кіпр                   | вільна                    | немає даних                    | релевантні проблеми      |
| Норвегія                         | вільна                    | переважно вільна               | добра ситуація           |
| Оман                             | невільна                  | помірно вільна                 | важка ситуація           |
| Пакистан                         | частково вільна           | переважно невільна             | важка ситуація           |
| Палау                            | вільна                    | немає даних                    | немає даних              |
| Палестина                        | невільна                  | немає даних                    | важка ситуація           |
| Панама                           | вільна                    | помірно вільна                 | релевантні проблеми      |
| Папуа Нова Гвінея                | частково вільна           | переважно невільна             | релевантні проблеми      |
| Парагвай                         | частково вільна           | помірно вільна                 | релевантні проблеми      |
| Перу                             | вільна                    | помірно вільна                 | релевантні проблеми      |
| Філіппіни                        | частково вільна           | помірно вільна                 | важка ситуація           |
| Польща                           | вільна                    | помірно вільна                 | задовільна ситуація      |
| Португалія                       | вільна                    | помірно вільна                 | задовільна ситуація      |
| Пуерто-Рико                      | вільна                    | немає даних                    | задовільна ситуація      |
| Катар                            | невільна                  | переважно вільна               | важка ситуація           |
| Румунія                          | вільна                    | помірно вільна                 | задовільна ситуація      |
| Росія                            | невільна                  | переважно невільна             | важка ситуація           |
| Руанда                           | невільна                  | помірно вільна                 | важка ситуація           |
| Сент-Кіттс і Невіс               | вільна                    | немає даних                    | задовільна ситуація      |
| Сент-Люсія                       | вільна                    | переважно вільна               | задовільна ситуація      |
| Сент-Вінсент і Гренадини         | вільна                    | помірно вільна                 | задовільна ситуація      |
| Самоа                            | вільна                    | помірно вільна                 | задовільна ситуація      |
| Сан-Марино                       | вільна                    | немає даних                    | немає даних              |
| Сан-Томе і Принсіпі              | вільна                    | переважно невільна             | немає даних              |
| Саудівська Аравія                | невільна                  | помірно вільна                 | дуже серйозна ситуація   |
| Сенегал                          | вільна                    | переважно невільна             | релевантні проблеми      |
| Сербія                           | вільна                    | помірно вільна                 | релевантні проблеми      |
| Сейшельські Острови              | частково вільна           | помірно вільна                 | релевантні проблеми      |
| Сьєрра-Леоне                     | частково вільна           | переважно невільна             | релевантні проблеми      |
| Сінгапур                         | частково вільна           | вільна                         | важка ситуація           |
| Словаччина                       | вільна                    | помірно вільна                 | добра ситуація           |
| Словенія                         | вільна                    | помірно вільна                 | задовільна ситуація      |
| Соломонові Острови               | частково вільна           | репресована                    | немає даних              |
| Сомалі                           | невільна                  | немає даних                    | дуже серйозна ситуація   |
| Сомаліленд                       | частково вільна           | немає даних                    | немає даних              |
| ПАР                              | вільна                    | помірно вільна                 | задовільна ситуація      |
| Південна Осетія                  | невільна                  | немає даних                    | немає даних              |
| Південний Судан                  | невільна                  | немає даних                    | важка ситуація           |
| Іспанія                          | вільна                    | помірно вільна                 | задовільна ситуація      |
| Шрі-Ланка                        | частково вільна           | переважно невільна             | важка ситуація           |
| Судан                            | невільна                  | немає даних                    | дуже серйозна ситуація   |
| Суринам                          | вільна                    | переважно невільна             | задовільна ситуація      |
| Есватіні                         | невільна                  | переважно невільна             | важка ситуація           |
| Швеція                           | вільна                    | переважно вільна               | добра ситуація           |
| Швейцарія                        | вільна                    | вільна                         | добра ситуація           |
| Сирія                            | невільна                  | немає даних                    | дуже серйозна ситуація   |
| Республіка Китай                 | вільна                    | переважно вільна               | задовільна ситуація      |
| Таджикистан                      | невільна                  | переважно невільна             | важка ситуація           |
| Танзанія                         | частково вільна           | переважно невільна             | релевантні проблеми      |
| Таїланд                          | невільна                  | помірно вільна                 | важка ситуація           |
| Того                             | частково вільна           | переважно невільна             | релевантні проблеми      |
| Тонга                            | вільна                    | переважно невільна             | задовільна ситуація      |
| Тринідад і Тобаго                | вільна                    | помірно вільна                 | задовільна ситуація      |
| Туніс                            | вільна                    | переважно невільна             | релевантні проблеми      |
| Туреччина                        | частково вільна           | помірно вільна                 | важка ситуація           |
| Туркменістан                     | невільна                  | репресована                    | дуже серйозна ситуація   |
| Тувалу                           | вільна                    | немає даних                    | немає даних              |
| Уганда                           | невільна                  | переважно невільна             | релевантні проблеми      |
| Україна                          | частково вільна           | репресована                    | релевантні проблеми      |
| ОАЕ                              | невільна                  | переважно вільна               | важка ситуація           |
| Велика Британія                  | вільна                    | переважно вільна               | задовільна ситуація      |
| США                              | вільна                    | переважно вільна               | задовільна ситуація      |
| Уругвай                          | вільна                    | помірно вільна                 | задовільна ситуація      |
| Узбекистан                       | невільна                  | репресована                    | дуже серйозна ситуація   |
| Вануату                          | вільна                    | помірно вільна                 | немає даних              |
| Венесуела                        | частково вільна           | репресована                    | важка ситуація           |
| В'єтнам                          | невільна                  | переважно невільна             | дуже серйозна ситуація   |
| Палестина                        | невільна                  | немає даних                    | важка ситуація           |
| Західна Сахара                   | невільна                  | немає даних                    | немає даних              |
| Ємен                             | невільна                  | немає даних                    | дуже серйозна ситуація   |
| Замбія                           | частково вільна           | переважно невільна             | важка ситуація           |
| Зімбабве                         | частково вільна           | репресована                    | важка ситуація           |